# Langstaartstaalvink
De langstaartstaalvink (Vidua hypocherina) is een vogel uit de familie van de Viduidae.

## Verspreiding en leefgebied
Deze soort komt voor in het oosten van Afrika, met name van zuidelijk Soedan tot Ethiopië, Somalië, Oeganda, Kenia en Tanzania.